# Spreenhagen
Spreenhagen is een gemeente in de Duitse deelstaat Brandenburg, en maakt deel uit van de Landkreis Oder-Spree.
Spreenhagen telt 3.495 inwoners.

## Demografie
| Jaar | Inwoners |
| ---- | -------- |
| 1875 | 3 137    |
| 1890 | 3 084    |
| 1910 | 3 511    |
| 1925 | 3 509    |
| 1933 | 3 539    |
| 1939 | 3 978    |
| 1946 | 3 821    |
| 1950 | 3 715    |
| 1964 | 3 058    |
| 1971 | 3 063    |

| Jaar | Inwoners |
| ---- | -------- |
| 1981 | 3 133    |
| 1985 | 3 112    |
| 1989 | 3 170    |
| 1990 | 3 116    |
| 1991 | 3 092    |
| 1992 | 3 087    |
| 1993 | 3 057    |
| 1994 | 3 222    |
| 1995 | 3 204    |
| 1996 | 3 221    |

| Jaar | Inwoners |
| ---- | -------- |
| 1997 | 3 238    |
| 1998 | 3 303    |
| 1999 | 3 402    |
| 2000 | 3 463    |
| 2001 | 3 512    |
| 2002 | 3 549    |
| 2003 | 3 540    |
| 2004 | 3 534    |
| 2005 | 3 535    |
| 2006 | 3 534    |

| Jaar | Inwoners |
| ---- | -------- |
| 2007 | 3 526    |
| 2008 | 3 494    |
| 2009 | 3 473    |
| 2010 | 3 441    |
| 2011 | 3 250    |
| 2012 | 3 245    |
| 2013 | 3 208    |

Bad Saarow ·
Beeskow ·
Berkenbrück ·
Briesen (Mark) ·
Brieskow-Finkenheerd ·
Diensdorf-Radlow ·
Eisenhüttenstadt ·
Erkner ·
Friedland ·
Fürstenwalde/Spree ·
Gosen-Neu Zittau ·
Groß Lindow ·
Grünheide ·
Grunow-Dammendorf ·
Jacobsdorf ·
Langewahl ·
Lawitz ·
Mixdorf ·
Müllrose ·
Neißemünde ·
Neuzelle ·
Ragow-Merz ·
Rauen ·
Reichenwalde ·
Rietz-Neuendorf ·
Schlaubetal ·
Schöneiche bei Berlin ·
Siehdichum ·
Spreenhagen ·
Steinhöfel ·
Storkow ·
Tauche ·
Vogelsang ·
Wendisch Rietz ·
Wiesenau ·
Woltersdorf ·
Ziltendorf